# Louis-Joseph Duhautois
Louis-Joseph Duhautois, francoski general, * 27. september 1880, † 7. oktober 1962.